# Casa de Oro-Mount Helix
Casa de Oro-Mount Helix es un lugar designado por el censo ubicado en el condado de San Diego en el estado estadounidense de California. En el año 2000 tenía una población de 18,874 habitantes y una densidad poblacional de 1,066.3 personas por km². 

## Geografía
Casa de Oro-Mount Helix se encuentra ubicado en las coordenadas 33°16′47″N 117°11′37″O / 33.27972, -117.19361. Según la Oficina del Censo, la ciudad tiene un área total de 32°45′48″N 116°58′39″O / 32.76333, -116.97750, de la cual 17,7 km² (6,8 mi²) es tierra y 0 km² (0 mi²) (0.0%) es agua.

## Demografía
Según la Oficina del Censo en 2000 los ingresos medios por hogar en la localidad eran de $60,387, y los ingresos medios por familia eran $72,127. Los hombres tenían unos ingresos medios de $51,234 frente a los $31,923 para las mujeres. La renta per cápita para la localidad era de $33,565. Alrededor del 7.5% de la población estaban por debajo del umbral de pobreza.